# Kowale (powiat częstochowski)
Kowale – kolonia w Polsce położona w województwie śląskim, w powiecie częstochowskim, w gminie Konopiska. Wchodzi w skład sołectwa Jamki.
W latach 1975–1998 miejscowość administracyjnie należała do województwa częstochowskiego.

## Inne miejscowości o nazwie Kowale
- Kowale